# Бивол, Алина Александровна
Алина Александровна Би́вол (род. 19 января 1996, Дмитров, Московская область) — российская шахматистка, международный мастер (2021), гроссмейстер среди женщин (2017).

## Биография

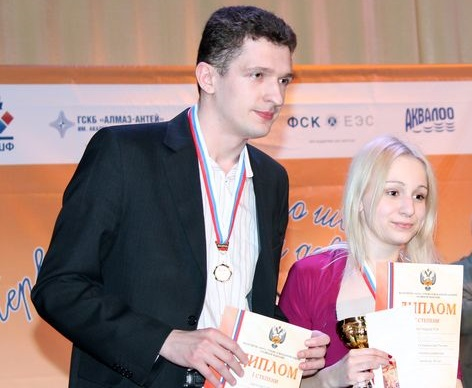
IM Ярослав Призант (тренер) и Алина Бивол в 2012 году

Научилась играть в шахматы в 4-5 лет, в том числе и благодаря её маме. В 6 лет поехала на свой первый шахматный турнир в Петергофе.
Чемпионка России в различных возрастных категориях: до 10 лет (Кимры, 2006), до 16 лет (Кострома, 2012), до 20 лет (Мемориал Чигорина, 2015). Чемпионка России по блицу (2018).
Нормы женского гроссмейстера: Санкт-Петербург (2014), Измир (2016), Владивосток (2016). Стала первым и единственным женским международным гроссмейстером в истории города Дмитрова.
В 2015 году завоевала серебряную медаль в Кубке России 2015 года, уступив в финале Александре Горячкиной со счётом 0,5:1,5. Участница чемпионатов мира по блицу и рапиду.
В 2021 году выполнила звание международного мастера. В ноябре этого же года в Риге она заняла 40-е место на турнире «Большая женская швейцарка ФИДЕ».
Успехи Алины Бивол не ограничиваются шахматами: ранее она обучалась в Московском государственном институте культуры, на факультете музыкального искусства, специальность — музыкально-театральное искусство. Проявила себя и в журналистике: писала репортажи для ФШР, а также была официальным комментатором матча за звание чемпиона мира 2021 года в фан-зоне в Москве на Тверском бульваре.

## Изменения рейтинга
| Графики недоступны из-за технических проблем. См. информацию на Фабрикаторе и на mediawiki.org. |